# Пашин, Сергей Анатольевич
Серге́й Анато́льевич Па́шин (род. 18 декабря 1962, Москва) — российский судья в отставке, член Московской Хельсинкской Группы. Один из инициаторов внедрения суда присяжных в России, разработчик необходимой нормативно-правовой базы этого правового института. Заслуженный юрист РСФСР (1992).

## Биография
С 1979 по 1984 год учился на дневном отделении Московского государственного университета им. М. В. Ломоносова; окончил юридический факультет с отличием по специальности «правоведение».
С 1984 по 1987 год учился в очной, а затем в заочной аспирантуре там же.
Защитил в 1988 году диссертацию на соискание учёной степени кандидата юридических наук по теме: «Судебные прения в механизме установления истины по уголовному делу».
Преподавал на юридическом факультете МГУ с 1987 года по 1990 год.
Служил в 1990 году старшим консультантом Аппарата Верховного Суда Союза ССР, а затем перешел на должность главного специалиста юридического отдела Аппарата Президиума Верховного Совета РСФСР.
В 1992 году возглавил отдел судебной реформы Государственно-правового управления Президента Российской Федерации.
В 1995—1996 годах работал заместителем начальника Правового управления Аппарата Государственной Думы Федерального Собрания Российской Федерации.
С 1996 по 2001 год — судья Московского городского суда.
Дважды был лишён полномочий (по некоторым данным, из-за конфликтов с председателем суда Ольгой Егоровой), но сперва Верховный Суд РФ, а во втором случае — Высшая квалификационная коллегия судей отменяли решения, принятые против Пашина. Сам Пашин не подтвердил наличие конфликта с Егоровой.
В 2001 году вышел в отставку, преподавал уголовно-процессуальное право в московских вузах.
В 2005—2007 годах участвовал в программе «Федеральный судья» на Первом канале.
С 2008 по 2021 год — профессор кафедры судебной власти Национального исследовательского университета — Высшая школа экономики (город Москва). Был уволен 24 декабря 2021, о чем был уведомлен в конце ноября того же года. В настоящее время преподает на Юридическом факультете Государственного академического университета гуманитарных наук и в Шанинке.
С 2003 по 2010 год — член квалификационной комиссии при Адвокатской палате города Москвы.
С ноября 2012 года по ноябрь 2018 года входил в состав Совета при Президенте РФ по развитию гражданского общества и правам человека.

## Законопроекты
Автор законопроектов, ставших законами:
- О Конституционном Суде РСФСР (1991)[8][9];
- О действии уголовного закона во времени (1991)[9];
- О судебном контроле за правомерностью арестов (1992)[10];
- О статусе судей (в соавторстве) (1992)[11];
- О суде присяжных (руководитель разработки, автор процессуальной части) (1993)[1];
- Модельный Уголовно-процессуальный кодекс для государств-участников СНГ (председатель рабочей группы, автор 8 разделов) (1996)[12];
- О судебной системе Российской Федерации (руководитель рабочей группы) (1996);
- Об общественном контроле за обеспечением прав человека в местах принудительного содержания (законопроект 2000 г., принят в 2008 г. как № 76-ФЗ)[13]

Один из авторов Концепции судебной реформы в Российской Федерации, одобренной Верховным Советом РСФСР 24 октября 1992 года.
Автор более 130 опубликованных работ.

## Публикации
- Концепция судебной реформы в РСФСР // Концепция судебной реформы в Российской Федерации / Сост. С. А. Пашин. — М.: Республика, 1992. — 107 с.
- Как обратиться в Конституционный Суд России: закон комментирует автор. — М., 1992. — 27 с.
- Судебная реформа и суд присяжных. — М., 1994. — 103 с.; 2-е изд. — М., 1995. — 75 с.
- Суд присяжных: Первый год работы. — М.: Международный комитет содействия правовой реформе, 1995. — 48 с.
- Проблемы конституционного разбирательства по «делу КПСС» (юридический анализ) // Российский монитор. — 1995. — Вып. 6. — С. 59 — 85.
- Суд присяжных возвращается. // Правозащитник, № 1 (1994/1)[14]
- Судебный контроль за правильностью арестов. // Правозащитник, № 3 (1995/1)[15]
- Пять свитков летописи. // Правозащитник, № 6 (1995/4)[16]
- О проекте российского Уголовно-процессуального кодекса. // Правозащитник, № 9 (1996/3)[17]
- Правда о Ю. Стецовском и «страшной мести» его недоброжелателей. // Правозащитник, № 13 (1997/3)[18]
- Судебная реформа в России: замысел и реализация. Механизмы реформы и контрреформы // Судебная реформа: проблемы анализа и освещения. — М., 1996. — С. 40 — 67.
- Обжалование арестов: практическое пособие. — М.: Изд. дом «Муравей», 1997. — 80 с.
- Правоведение. Учебник для учащихся 10 классов. — М.: Институт учебника «Пайдейя», 1998. — 314 с.
- Правоведение. Учебник для учащихся 11 классов. — М.: Институт учебника «Пайдейя», 1998. — 302 с.
- Доказательства в российском уголовном процессе. — М.: Комплекс-Прогресс, 1999. — 104 с.
- Надзорная жалоба заключенного. — М.: Комплекс — Прогресс, 2000. — 54 с.
- Судейская этика. — М.: Комплекс-Прогресс, 2001. — 56 с.
- Проблемы судебной реформы в постсоветской России // Неприкосновенный запас, 2002, № 3 (23).
- Краткий очерк судебных реформ и революций в России // Отечественные записки, 2003, № 2 (11). — С. 161—182.
- Состязательный уголовный процесс. — М.: Р. Валент, 2006. — 200 с.
- Скрадывание правосудия «Индекс. досье на цензуру», 2007, № 26.
- Преобразование судебной системы России на романтическом этапе судебной реформы // История новой России. Очерки, интервью: в 3 т. / Под общ. ред. П. С. Филиппова. Т. 2. — СПб: Норма, 2011. — С. 8 — 27.
- Пашин С. А. Становление правосудия. М.: Р. Валент, 2011. — 456 с.
- The History and Challenges of Reintroducing Trial by Jury in Russia // Kutafin University. Law Review. Volume 1. — 2014. — № 1. — С. 41 — 54. [Пашин С. История и проблемы возрождения суда присяжных в России // Университет им. Кутафина. Правовое обозрение. Том 1. — 2014. — № 1. — С. 41- 54.]
- Правозастосування та правосуддя // Філософія права i загальна теорія права. Науковий журнал. — 2014. — № 1 — 2. — С. 384—393. [Пашин С. Правоприменение и правосудие // Философия права и общая теория права. Научный журнал. — 2014. — № 1 — 2. — С. 384—393]
- Обжалование приговора в кассационном порядке / Серия «Знай свои права!». — М.: РОО «Центр содействия реформе уголовного правосудия», 2016. — 80 с.

## Награды и звания
- Заслуженный юрист РСФСР (27 января 1992) — за большой вклад в разработку Концепции судебной реформы в РСФСР[2]
- другие награды